# Dokhunda
Dokhunda (russisk: Дохунда) er en sovjetisk spillefilm fra 1936 af Lev Kulesjov.

## Medvirkende
- Kamil Jarmatov som Edgor
- T. Rakhmanova som Giulnor
- Semjon Svasjenko som Sabir
- Sergej Komarov som Azim-Shakh
- R. Petrov som Oaqsaqual